# Sommer-Deaflympics 2001/Badminton
Bei den Sommer-Deaflympics 2001 in Rom wurden sechs Wettbewerbe im Badminton ausgetragen.

## Medaillengewinner
| Disziplin    | Gold | Silber                                                                                                   | Bronze                                                             |
| ------------ | --- | --- | ------------------------------------------------------------------ |
| Herreneinzel | Rajeev Bagga | Teh Cheang Hock                                                                                          | Lee Jong-bong                                                      |
| Dameneinzel  | Mari Ishii | Jeong Seon-hwa                                                                                           | Kristina Dovidaitytė                                               |
| Herrendoppel | Rajeev Bagga Sandeep Singh Dhillon                                                                              | Teh Cheang Hock Mar Meng Wan                                                                             | Lee Jong-bong Sin Hyun-woo                                         |
| Damendoppel  | Jeong Seon-hwa Park Hae-yeon                                                                                    | Teruyo Haga Mari Ishii                                                                                   | Andrea Mary Elizabeth Hardwick Lesley Holdsworth                   |
| Mixed        | Rajeev Bagga Kashmira Joglekar                                                                                  | Sin Hyun-woo Jeong Seon-hwa                                                                              | Tomofumi Kobori Mari Ishii                                         |
| Mannschaft   | Südkorea (Lee Sang-In, Yoo Young-Jin, Yu Eun-kyung, Lee Jong-bong, Sin Hyun-woo, Jeong Seon-hwa, Park Hae-yeon) | Malaysia (Teh Cheang Hock, Mar Meng Wan, Wu Wai Loon, Yeo Kok Fang, Artika Suraya Ayub, Foo Chiew Phing) | Japan (Teruyo Haga, Mari Ishii, Takaaki Miyatake, Tomofumi Kobori) |